# Чемпионат мира по лёгкой атлетике 2019 — бег на 10 000 метров (мужчины)
Соревнования по бегу на 10 000 метров у мужчин на чемпионате мира по лёгкой атлетике 2019 года прошли 6 октября в Дохе (Катар) на стадионе «Халифа».
Действующим чемпионом мира в беге на 10 000 метров являлся Мо Фара из Великобритании. Он не защищал свой титул, поскольку сразу после той победы принял решение завершить выступления на дорожке стадиона и переключиться на участие в коммерческих марафонах.
Золото выиграл Джошуа Чептегеи, который в 2017 году уступил только Мо Фара.

## Медалисты
| Золото                 | Серебро                | Бронза               |
| Джошуа Чептегеи Уганда | Йомиф Кеджелча Эфиопия | Ронекс Кипруто Кения |

## Рекорды
До начала соревнований действующими были следующие рекорды.
| Мировой рекорд                 | Кенениса Бекеле Эфиопия | 26.17,53 | Брюссель, Бельгия   | 26 августа 2005 |
| Рекорд чемпионатов мира        | Кенениса Бекеле Эфиопия | 26.46,31 | Берлин, Германия    | 17 августа 2009 |
| Лучший результат сезона в мире | Хагос Гебрхивет Эфиопия | 26.48,95 | Хенгело, Нидерланды | 17 июля 2019    |

## Отбор на чемпионат мира
Отборочный норматив — 27.40,00. Для участия в чемпионате мира спортсмены должны были выполнить его в период с 7 марта 2018 года по 6 сентября 2019 года. Кроме того, к выполненному нормативу приравнивалось попадание в 15 лучших бегунов по итогам мужского забега на чемпионате мира по кроссу 2019 года. Плановое количество участников, установленное ИААФ в этом виде — 27.

## Расписание
| Дата           | Время | Раунд соревнований |
| -------------- | ----- | ------------------ |
| 6 октября 2019 | 20:00 | Финал              |

Время местное (UTC+3:00)

## Результаты
Обозначения: WR — Мировой рекорд | AR — Рекорд континента | CR — Рекорд чемпионатов мира | NR — Национальный рекорд | WL — Лучший результат сезона в мире | PB — Личный рекорд | SB — Лучший результат в сезоне | DNS — Не стартовал | DNF — Не финишировал | DQ — Дисквалифицирован

Финал в беге на 10 000 метров у мужчин состоялся 6 октября 2019 года. На старт вышел 21 бегун. Высокий темп забегу с первых метров задал Абдалла Манде, однако после двух километров лидерства он пропустил соперников вперёд и довольно быстро потерял контакт с основной группой. По ходу дистанции не происходило никаких неожиданностей: группа лидеров, состоявшая из кенийцев, эфиопов и угандийца Джошуа Чептегеи поддерживала высокую скорость, с каждым километром теряя участников, не выдерживавших темп. К заключительному километру на медали претендовали 6 человек. В этот момент забег возглавил Чептегеи, начавший длинное финишное ускорение. Наибольшее сопротивление угандийцу навязал Йомиф Кеджелча из Эфиопии. Эти два бегуна плечом к плечу преодолели первые 300 метров последнего круга, и лишь на заключительной прямой Чептегеи смог оторваться от оппонента и вырвать золото. Заключительный километр он преодолел за 2.27,57. Кеджелча, который бежал 10 000 метров на соревнованиях лишь второй раз в карьере, стал серебряным призёром, бронза досталась кенийцу Ронексу Кипруто.
Джошуа Чептегеи вошёл в историю как второй бегун, ставший чемпионом мира в беге на 10 000 метров и в кроссе (этот титул он завоевал в марте 2019 года). Первым был рекордсмен мира из Эфиопии Кенениса Бекеле.
| Место | Спортсмен            | Страна    | Результат | Примечания |
| ----- | -------------------- | --------- | --------- | ---------- |
| 1     | Джошуа Чептегеи      | Уганда    | 26:48.36  | WL, PB     |
| 2     | Йомиф Кеджелча       | Эфиопия   | 26:49.34  | PB         |
| 3     | Ронекс Кипруто       | Кения     | 26:50.32  |            |
| 4     | Роджерс Квемои       | Кения     | 26:55.36  | PB         |
| 5     | Андамлак Белиху      | Эфиопия   | 26:56.71  |            |
| 6     | Мохамед Ахмед        | Канада    | 26:59.35  | NR         |
| 7     | Лопес Ломонг         | США       | 27:04.72  | PB         |
| 8     | Йеманеберхан Криппа  | Италия    | 27:10.76  | NR         |
| 9     | Хагос Гебрхивет      | Эфиопия   | 27:11.37  |            |
| 10    | Шадрак Кипчирчир     | США       | 27:24.74  | SB         |
| 11    | Алекс Корио          | Кения     | 27:28.74  | SB         |
| 12    | Сондре Нордстад Моэн | Норвегия  | 28:02.18  |            |
| 13    | Леонард Корир        | США       | 28:05.73  |            |
| 14    | Суфьян Бушихи        | Бельгия   | 28:15.43  |            |
| 15    | Арон Кифле           | Эритрея   | 28:16.74  |            |
| 16    | Родриг Квизера       | Бурунди   | 28:21.92  | PB         |
| 17    | Абдалла Манде        | Уганда    | 28:31.49  |            |
| 18    | Онесфор Нзиквинкунда | Бурунди   | 29:11.50  |            |
| 19 !  | Жюльен Вандер        | Швейцария | DNF       |            |
| 19 !  | Тьери Ндикумвенайо   | Бурунди   | DNF       |            |
| 19 !  | Хассан Шани          | Бахрейн   | DNF       |            |